# Правдинське нафтове родовище
Правдинське нафтове родовище — розташоване за 40 км від міста Сургут Тюменської області Росії.

## Характеристика
Дев'ять покладів на глибині 2122…2920 м. Потужність покладу 8…120 м.

## Технологія розробки
Розробляється методом законтурного заводнення. Спосіб експлуатації — фонтанний та механізований.